# Louis Montbrun
Louis Montbrun, francoski general, * 1770, † 1812.
1. 1 2  krstni list